# Philippe Cardon
Philippe Josse Charles Cardon (Gent, 26 december 1804 - 24 maart 1875) was een Belgisch politicus.

## Levensloop
Philippe Cardon was een telg uit het geslacht Cardon de Lichtbuer en een zoon van advocaat Philippe-Jacques Cardon en van Adelaïde Gobert. 
Hij werd gemeenteraadslid van Gent en provincieraadslid van Oost-Vlaanderen. Hij werd ook majoor in  de Burgerwacht van Gent. In 1827 trouwde hij in Gent met Eugénie Goossens (1804-1876) en ze kregen vier zoons en een dochter. 
In 1861 werd hij opgenomen in de erfelijke adel, samen met zijn zus Eulalie Cardon (1809-1888), echtgenote van baron Henri de Giey (1805-1876). Zij werd ten persoonlijke titel verheven.